# Jules Agard
 (février 2014).
Si vous disposez d'ouvrages ou d'articles de référence ou si vous connaissez des sites web de qualité traitant du thème abordé ici, merci de compléter l'article en donnant les références utiles à sa vérifiabilité et en les liant à la section « Notes et références ».
Pour les articles homonymes, voir Agard.
Jules Joseph Bruno Agard, né le 6 octobre 1871 à Grans, commune où il est mort en novembre 1943, est un peintre et sculpteur français.
Son œuvre est essentiellement composée de paysages provençaux du pourtour de l'étang de Berre. Il ne doit pas être confondu avec Jules Agard (1905-1986), céramiste de Pablo Picasso.

## Biographie

### Un peintre paysan
Issu d'une famille paysanne gransoise et fils d’un artisan chapelier, Jules Agard fréquente l’école des frères Maristes, rue de l’enclos à Grans, puis le collège Notre-Dame de Bellegarde, établissement principal des frères maristes à Neuville-sur-Saône. De retour à Grans, Jules Agard intègre l'éphémère école des beaux-arts de Salon-de-Provence. Inspiré par les salonnais Théodore Jourdan et Marius Rey, ou encore par les aixois Émile Loubon et Joseph Milon, Agard entame sa carrière au sein d’un milieu artistique provençal en pleine expansion.

### L’élève de Marius Rey

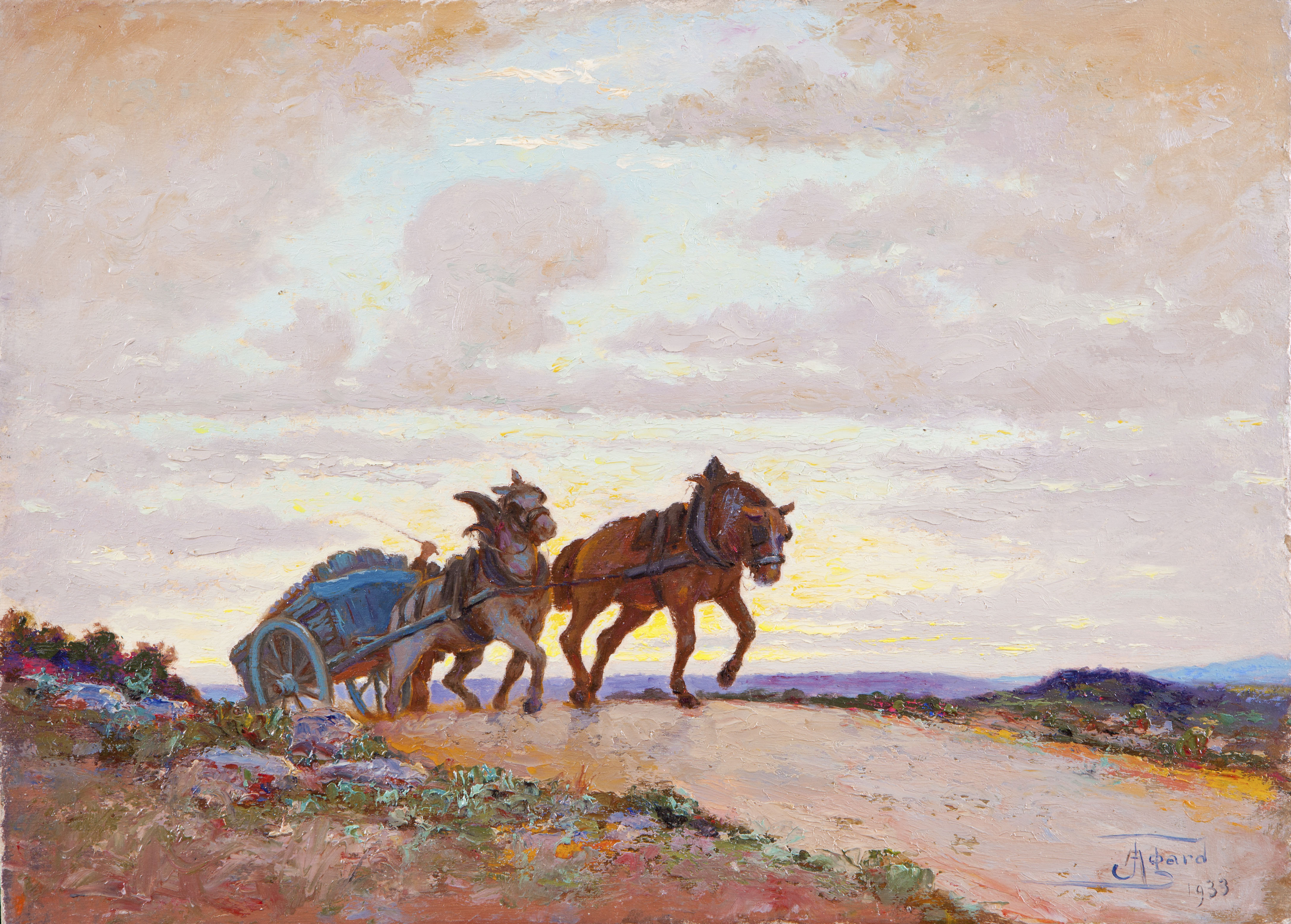
Attribué à Jules Agard, Tombereau au soleil couchan (1933), œuvre non localisée.

Le point de départ de la carrière artistique de Jules Agard fut sa rencontre avec son maître, le peintre salonnais Marius Rey (1836-1927). Ce dernier, dont la fille Louise était institutrice à Grans, avait pris l’habitude de sillonner régulièrement cette commune en immortalisant les paysages. Le vieil homme encourage Jules Agard dans sa vocation en lui prodiguant conseil et soutien, mais avant tout en lui faisant découvrir la beauté rustique des paysages du pourtour de l’étang de Berre. Initialement portraitiste et sculpteur, principalement inspiré par les modèles classiques en vogue dans l'imaginaire artistique français du tournant du siècle, Jules Agard tendra sous l’influence de Rey à se concentrer sur la peinture, avec pour principales sources d’inspiration les paysages de la Provence rustique et le travail de la terre. Après la mort de Marius Rey, Jules Agard et Louise Rey ouvriront le musée Rey-Guitton en sa mémoire à l’école Courbet à Marseille. Le musée ouvre en 1936 et disparaitra pendant la Seconde Guerre mondiale.

### Paris et la Société des artistes français

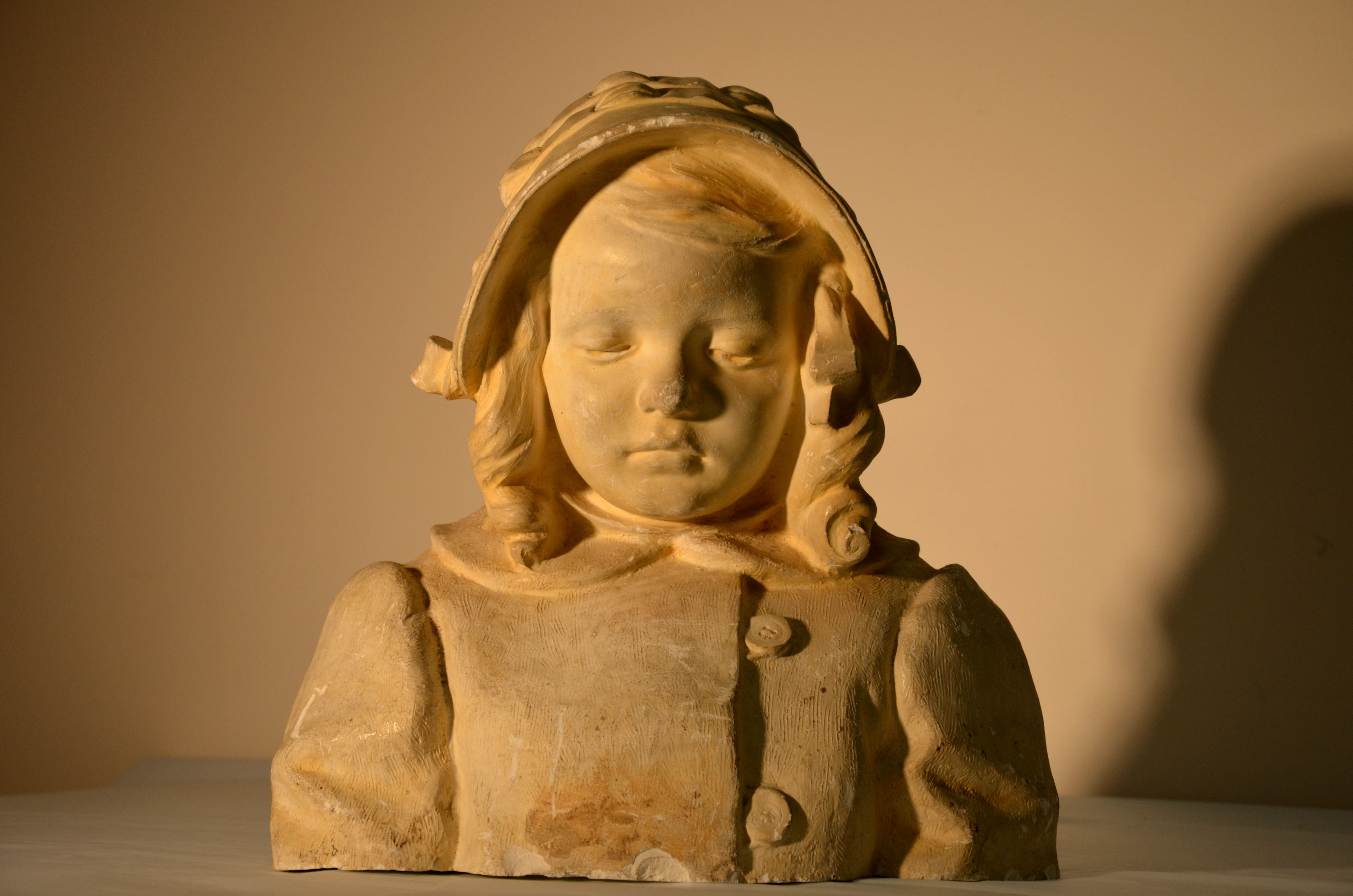
Attribué à Jules Agard, Buste d'Aurore Agard (Salon des artistes français de 1911), œuvre non localisée.

Attaché à son terroir et modeste dans son rapport à la vie artistique, Jules Agard se laisse néanmoins persuader par son maître, Rey, et son contemporain Joseph Milon, de laisser son talent être reconnu au niveau national, et ce par le biais de la Société des artistes français, passage obligé vers les hauts-lieux du monde artistique français et européen. Jules Agard verra ainsi ses œuvres retenues par les jurys et exposées au Grand Palais lors des Salons de ladite société. Ce sont principalement ses bustes en plâtre qui valent à Jules Agard ce succès parisien.
Les plus célèbres, un Buste de jeune fille, représentant sa fille Aurore, l’introduit au Salon de 1911, et un Buste de vieillard représentant son père Jean-Baptiste y est également exposé en 1913. L'exposition d’œuvres gransoises au Grand Palais suscite l'engouement de nombreux artistes en herbe dont certains, devenus élèves de Jules Agard, constitueront le foyer artistique de la future École de Grans[réf. nécessaire].

### Agard et l’art provençal de l’après-guerre

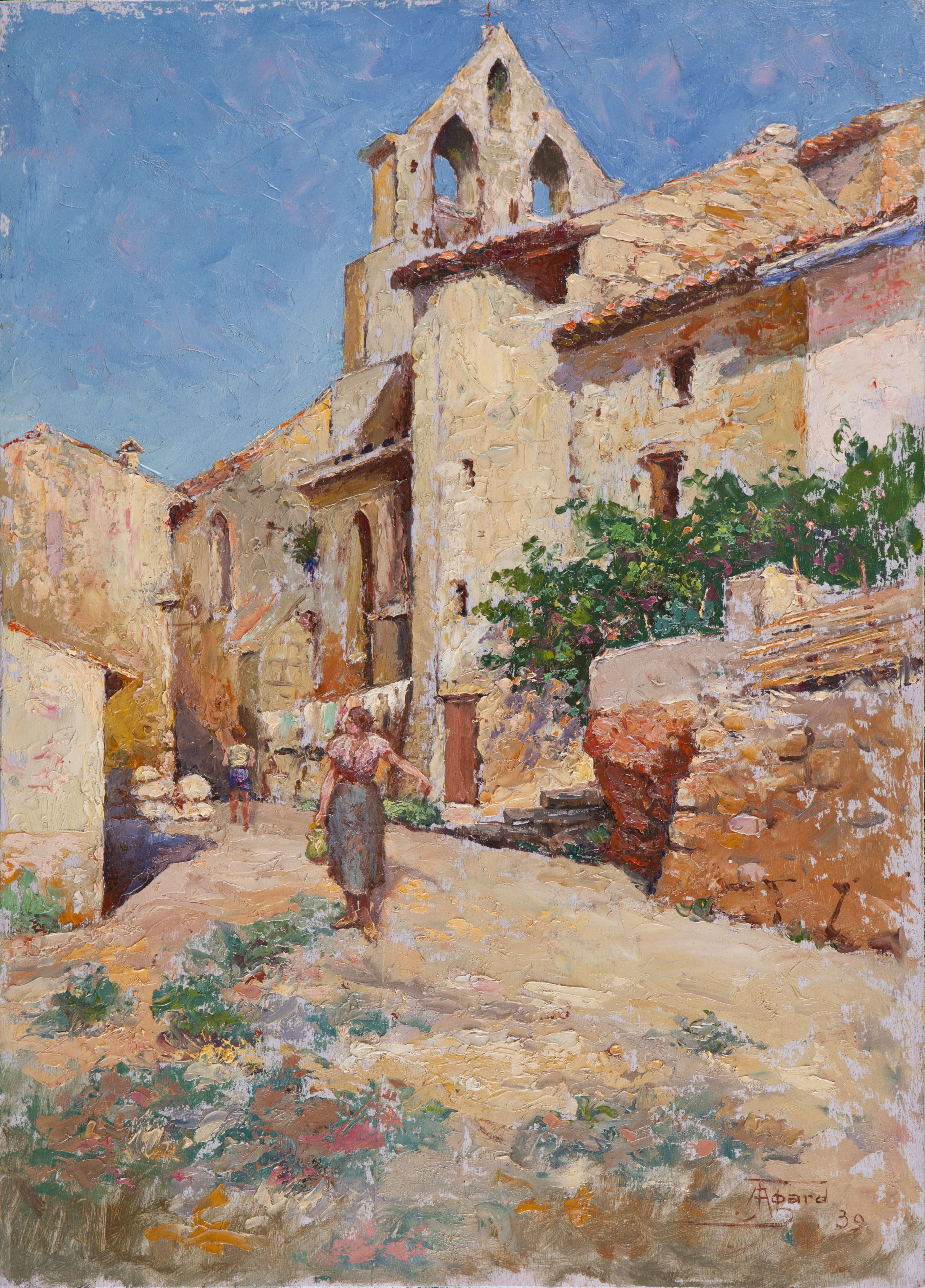
Attribué à Jules Agard, Ruelle à Miramas-le-Vieux (1932), œuvre non localisée.

Survient la Première Guerre mondiale. En l’espace de quatre ans, Jules Agard perd son fils George et son père Jean-Baptiste de maladie, tandis que son cousin Jean meurt au front le jour de Pâques 1918. Sa famille proche décimée, Agard délaisse les Salons parisiens et se consacre à la vie de sa propre exploitation, ainsi qu’à la défense du monde agricole provençal, assurant pendant de longues années la présidence du Syndicat agricole de Grans. C’est durant cette phase de transition qu'Agard dessine le monument aux morts de Grans et en sculpte les ornements. Ce retour au local et au concret se traduit sur le plan artistique par son adhésion à nombre d’associations d’artistes provençaux (Union des artistes de Provence, Amis des arts d’Aix, etc.), et par l’orientation nouvelle donnée à son œuvre. En effet, les œuvres d’Agard des années 1930 et 1940 sont quasi exclusivement représentatives des abords plus ou moins élargis du pays gransois et de l’étang de Berre : Eyguières, Lançon, Istres, Miramas, Fos-sur-Mer, Saint-Chamas, Martigues, etc. Agard, dans la Provence en crise, se fait le promoteur de toutes les énergies de ce territoire : les innovations agricoles, l’activité artistique, le mutualisme régional sont autant d’outils susceptibles selon lui de revitaliser un monde rural en perte de vitesse.

### L'École de Grans
- Si vous ne connaissez pas le sujet, laissez ce bandeau (vous pouvez alors contacter les auteurs).
- Si vous supprimez le contenu mis en cause (vous pouvez préalablement contacter les auteurs),

argumentez précisément cette suppression dans la page de discussion
(un manque de référence n'est pas un argument ; une recherche réelle de référence doit avoir été effectuée, être formellement documentée).

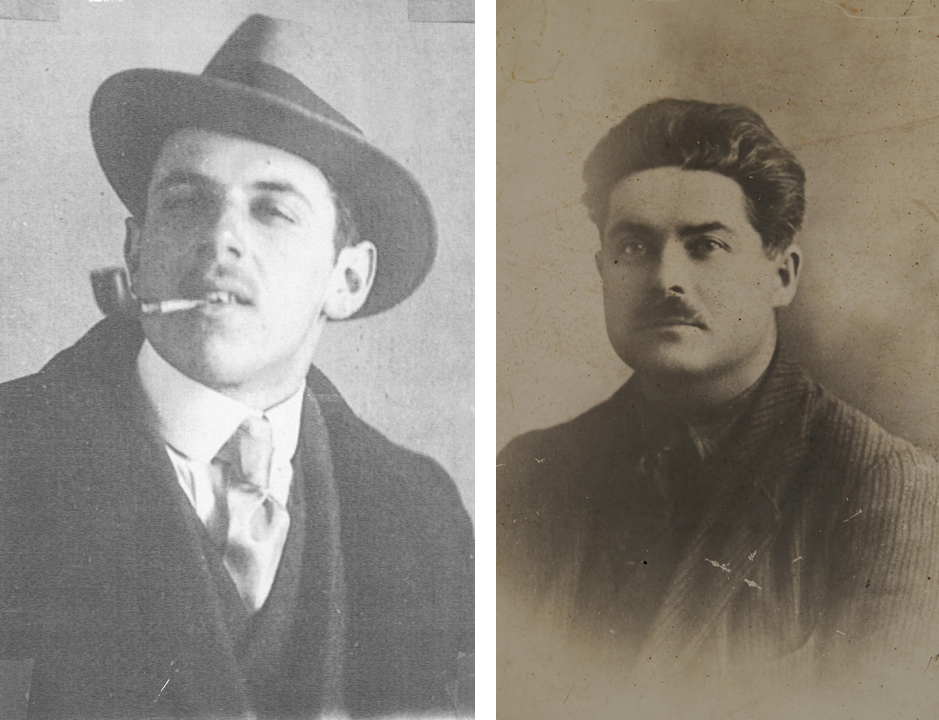
Paul Décombis et Jules Leydier, deux peintres gransois et amis de Jules Agard, photographies anonymes non sourcées.

C'est dans ce contexte que Jules Agard réunit autour de lui un certain nombre d’artistes du pays gransois, principalement des amis issus comme lui du monde agricole, tels Jules Leydier et Paul Décombis, tous deux exploitants. Un groupe de peintres-paysans se forme ainsi, sous le nom d’École de Grans[réf. nécessaire], dont les œuvres seront exposées à Aix-en-Provence, Marseille, et régulièrement présentées dans les galeries privées parisiennes. Il n’était pas rare que ces artistes se déplacent en groupe, donnant lieu à plusieurs interprétations d’une même scène, révélant ainsi un certain nombre de lieux communs à ce monde artistique local.

### Disparition et postérité

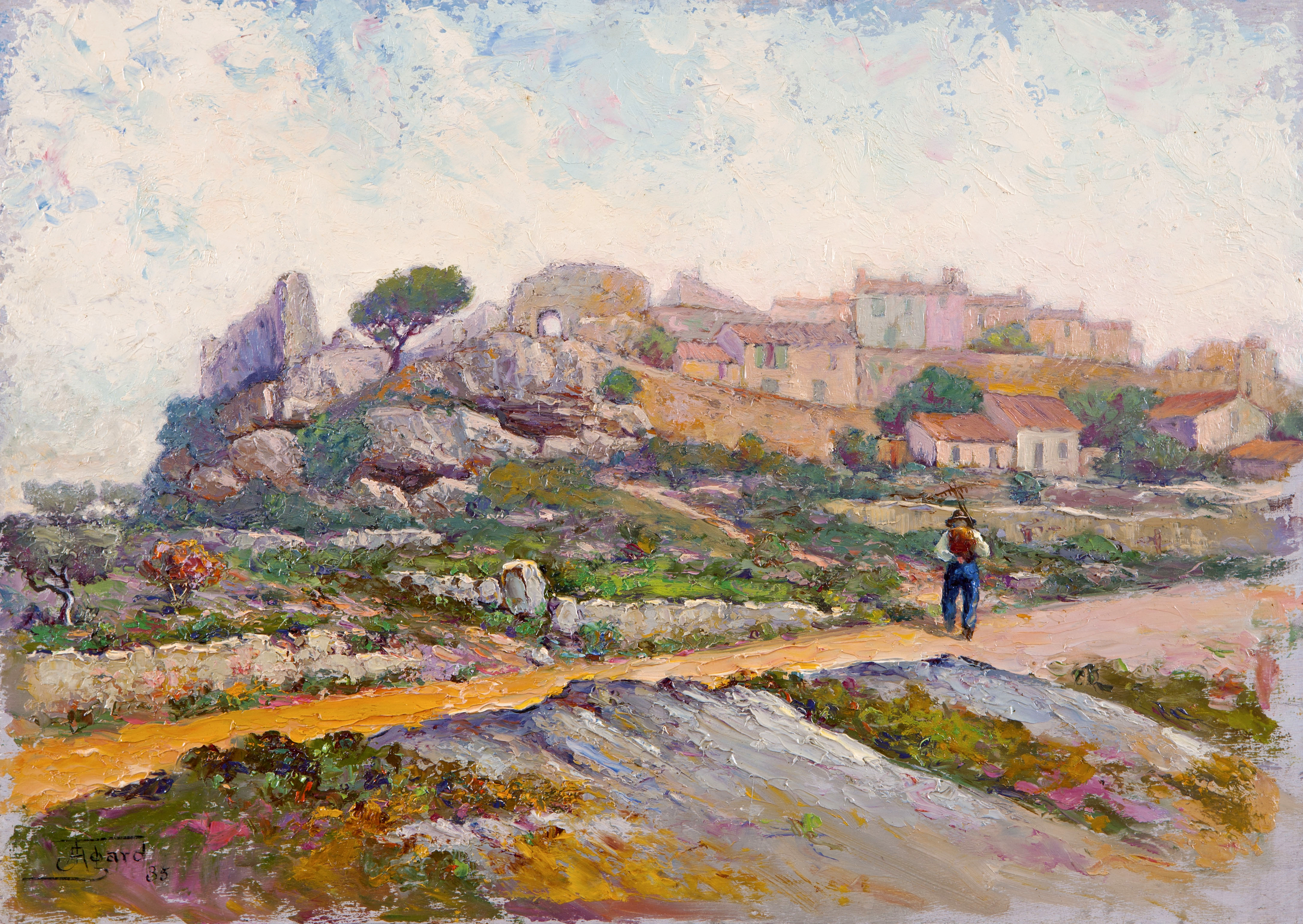
Attribué à Jules Agard, Miramas le Vieux (1935), œuvre non localisée.

Jules Agard meurt de maladie en novembre 1943, dans sa maison de Grans. Sa disparition, dans le tumulte de Grans occupée, passera presque inaperçue, et le souvenir de sa vie artistique et paysanne s’effacera rapidement dans l’après-guerre, faute d’une mise en valeur adéquate par ses héritiers directs. En 1957, néanmoins, sa fille Aurore et son gendre Paul Martin présentèrent une rétrospective à la galerie Michel à Aix-en-Provence. En octobre 2013, une exposition de 24 tableaux introduite par une conférence biographique lui a été consacrée au centre Robert Hossein à Grans.
Jules Agard est inhumé au cimetière de Grans, non loin du Monument aux morts dont il est l'auteur.

## Œuvres dans les collections publiques
- Salon-de-Provence, musée de Salon et de la Crau :
  - Buste de jeune fille, 1911, plâtre ;
  - Buste de vieillard, 1913, plâtre ;
  - Étude de bouleaux, 1938 , peinture sur panneau ;
  - Cabanon provençal, 1935, peinture sur panneau ;
  - Cabanon à Grans, 1937 , peinture sur panneau ;
  - Chapelle Mère de Dieu, huile sur toile ;
  - Clocher de l'église Saint-Pierre, 1939, huile sur toile ;
  - Clocher de l'église en hiver, 1932, huile sur toile ;
  - Clocher de Grans à travers les arbres, 1937 ;
  - Étude de gerbes à Cornillon, 1933, peinture sur panneau ;
  - Étude de chêne, 1933, peinture sur panneau ;
  - Fontaine moussue, 1938, peinture sur panneau ;
  - Quartier de la Roque à Grans, 1938, peinture sur panneau ;
  - Gerbiers vers Eyguières, 1940, peinture sur panneau ;
  - La Crau vers Eyguières, 1938, peinture sur panneau ;
  - Mas provençal, 1938, peinture sur panneau ;
  - Montée du calvaire vers Alleins, 1938, peinture sur panneau ;
  - Moulin de Daudet, 1932, peinture sur panneau ;
  - Étude de pins, 1938, peinture sur panneau ;
  - Route de Berre, 1938, peinture sur panneau ;
  - Route de Salon vers Eyguières - Les genêts, 1938, peinture sur panneau.